# 부평우체국
부평우체국(富平郵遞局)은 대한민국 인천광역시 부평구 산곡동에 있는 경인지방우정청 우체국이다.

## 연혁
- 2012년 5월 1일: 부평우체국 개국[2]
- 2013년 1월 31일: 인천부평4동우편취급국 위탁계약 해지[3]
- 2014년 1월 1일: 우편구역을 다음과 같이 고시[4]

| 배달국     | 배달구역      | 구역번호      |
| ---------- | ------------- | ------------- |
| 부평우체국 | 부평구 전지역 | 21300 ~ 21460 |

- 2014년 11월 16일: 인천부평중앙우편취급국 폐국[5]
- 2015년 4월 25일: 인천삼보아파트우편취급국 폐국[6]
- 2017년 9월 1일: 부평공단우체국, 제803군사우편출장소 폐국[7]
- 2018년 1월 2일: 제317군사우편출장소 점심시간 휴무 실시[8]
- 2019년 5월 1일: 인천부평5동우편취급국 폐국[9]

## 관할 우체국
| 우체국명                 | 사진                                                   | 주소                                         | 비고                                     |
| ------------------------ | ------------------------------------------------------ | -------------------------------------------- | ---------------------------------------- |
| 부평공단우체국           | 부평공단우체국이 입주한 국민건강보험공단 부평지사 청사 | 인천광역시 부평구 안남로434번길 11 (청천2동) | 2017년 9월 1일 폐국                      |
| 부평대로우체국           | 부평대로우체국 입구                                    | 인천광역시 부평구 부평대로 88 (부평4동)      | 2011년 5월 20일 부평우체국에서 명칭 변경 |
| 부평현대아파트우체국     |                                                        | 인천광역시 부평구 경원대로 1269-1 (산곡3동)  |                                          |
| 북인천우체국             | 북인천우체국 청사                                      | 인천광역시 부평구 경원대로 1373 (부평1동)    |                                          |
| 인천갈산동우체국         |                                                        | 인천광역시 부평구 주부토로 177 (갈산2동)     |                                          |
| 인천동암우체국           |                                                        | 인천광역시 부평구 열우물로 15 (십정2동)      |                                          |
| 인천백운우편취급국       | 인천백운우편취급국 입구                                | 인천광역시 부평구 경인로 731 (십정2동)       |                                          |
| 인천부개동우체국         |                                                        | 인천광역시 부평구 부흥북로 153 (부개3동)     |                                          |
| 인천부평4동우편취급국    |                                                        | 인천광역시 부평구 신트리로8번길 29 (부평4동) |                                          |
| 인천부평5동우편취급국    |                                                        | 인천광역시 부평구 부흥로 359 (부평5동)       | 2019년 5월 1일 폐국                      |
| 인천부평6동우체국        | 인천부평6동우체국 청사                                 | 인천광역시 부평구 경인로 995 (부평6동)       |                                          |
| 인천부평중앙우편취급국   |                                                        | 인천광역시 부평구 부흥로 318 (부평4동)       | 2014년 11월 16일 폐국                    |
| 인천산곡2동우체국        |                                                        | 인천광역시 부평구 마장로272번길 95 (산곡2동) |                                          |
| 인천삼보아파트우편취급국 |                                                        | 인천광역시 부평구 원적로 298                 | 2015년 4월 25일 폐국                     |
| 인천삼산동우체국         |                                                        | 인천광역시 부평구 굴포로 141 (삼산동)        |                                          |
| 인천일신풍림우편취급국   |                                                        | 인천광역시 부평구 일신로14번길 3 (일신동)    |                                          |
| 제317군사우편출장소      |                                                        | 인천광역시 부평구                            | 점심시간 휴무 실시                       |
| 제803군사우편출장소      |                                                        | 인천광역시 부평구 일신로 42 (일신동)         | 2017년 9월 1일 폐국                      |